# Akoestische reflector

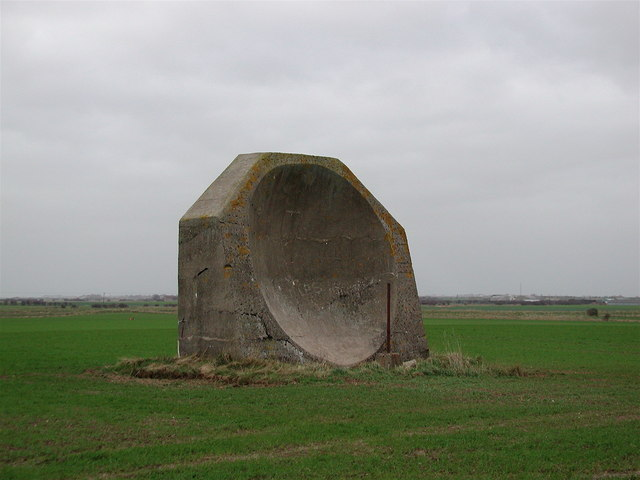
Een akoestische reflector van 4,5 m hoog, nabij Hull, gebouwd aan het eind van de Eerste Wereldoorlog

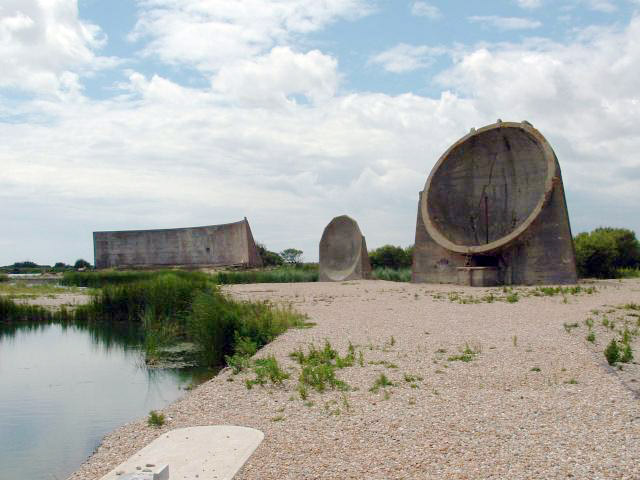
Drie reflectoren nabij Dungeness, gebouwd in de jaren 20 en 30

Een akoestische reflector is een instrument om geluidsgolven te weerkaatsen en te concentreren (focussen). In de vorm van een paraboolmicrofoon wordt de techniek algemeen gebruikt om zachte of verafgelegen geluidsbronnen op te kunnen pikken. Het instrument bevat in elk geval een parabool- of soortgelijke reflector en een microfoon in het brandpunt.

## Luchtverdediging
Tussen 1916 en 1940, voorafgaand aan de uitvinding van de radar, werden akoestische reflectoren experimenteel ingezet bij de luchtverdediging. Doel ervan was het opsporen of aan horen komen van vijandige vliegtuigen door het concentreren van het geluid van hun motoren. Daartoe werden metershoge betonnen reflectoren gebouwd, in de vorm van een parabool of een holle spiegel, met microfoons in het brandpunt.
In de loop van de jaren 30 verloren de reflectoren een deel van hun waarde, daar vliegtuigen dermate snel werden dat ze over kwamen vliegen kort nadat ze konden worden waargenomen. Toch was aan het begin van de Tweede Wereldoorlog in Zuidwest-Engeland een keten van akoestische reflectoren in aanbouw. Als gevolg van de komst van het Chain Home-radarsysteem werd de ontwikkeling van de techniek gestaakt. Wel konden ervaringen met het uitwisselen van gegevens tussen verschillende luisterposten worden ingezet om de effectiviteit van de vroege radarsystemen te vergroten.
Buiten Groot-Brittannië werden akoestische reflectoren slechts op één plaats gebouwd: door de Britten, ten noorden van Naxxar op Malta.

## Heden

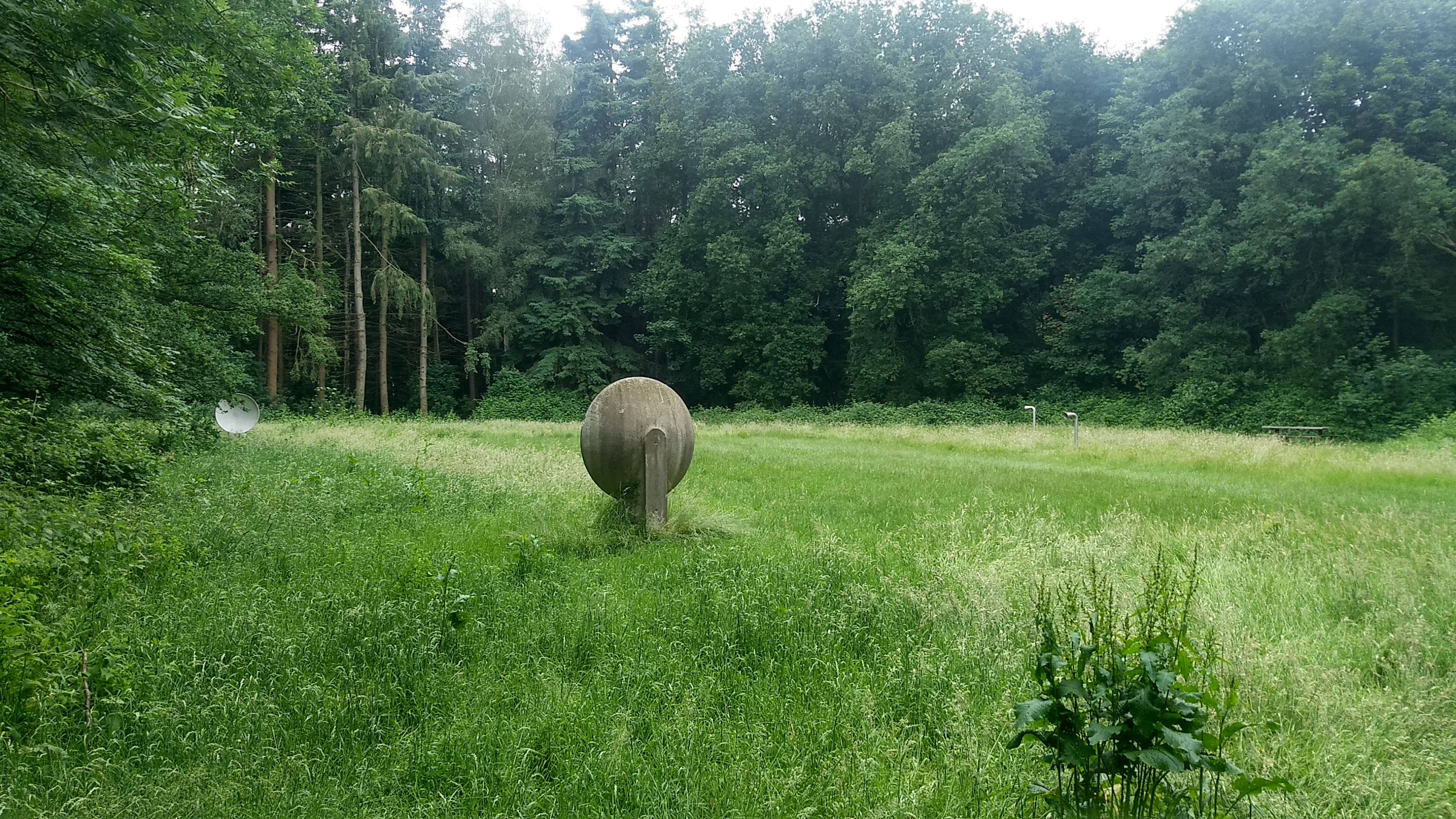
Een paar akoestische spiegels als speelobject in het Echobos in Muiderberg

Een aanzienlijk aantal reflectoren staat nog overeind, onder meer bij Hull, Dungeness en Redcar. Bij het uitgraven van een tunnelsysteem van de kustverdediging bij Dover in 2013 en 2014 werden er twee uit de Eerste Wereldoorlog ontdekt.
In wetenschapsmusea staan soms zogenaamde 'fluisterschotels' opgesteld om enkele eigenschappen van geluidsgolven te demonstreren.